# Espéchède
Espéchède település Franciaországban, Pyrénées-Atlantiques megyében. Lakosainak száma 157 fő (2022. január 1.). Espéchède Andoins, Arrien, Gabaston, Limendous, Lourenties, Ouillon és Sedzère községekkel határos.

## Népesség
A település népességének változása:
| Lakosok száma | 162  | 156  | 151  | 142  | 143  | 142  | 141  | 149  | 157  |
|               | 2013 | 2015 | 2016 | 2017 | 2018 | 2019 | 2020 | 2021 | 2022 |